# Krzysztof Leszek Mazurek
Krzysztof Mazurek, również Krzysztof Leszek Mazurek – polski lekarz, doktor habilitowany nauk medycznych, specjalista chorób wewnętrznych, kardiologii, medycyny sportowej i medycyny lotniczej. Pełnił funkcję Naczelnego Lekarza Lotnictwa Cywilnego.

## Wykształcenie i kariera naukowa
W 1969 roku ukończył studia medyczne na Wojskowej Akademii Medycznej w Łodzi, uzyskując tytuł zawodowy lekarza. W 1982 roku uzyskał stopień naukowy doktora nauk medycznych w Wojskowym Instytucie Medycyny Lotniczej. W 2002 roku uzyskał stopień doktora habilitowanego nauk medycznych w tej samej instytucji. Przez 20 lat pracował w Klinice Chorób Wewnętrznych Wojskowego Instytutu Medycyny Lotniczej w Warszawie, pełniąc funkcję ordynatora oddziału chorób wewnętrznych, zastępcy komendanta Instytutu oraz przewodniczącego Głównej Wojskowej Komisji Lotniczo-Lekarskiej. Od 1 marca 2004 do 30 września 2017 był zatrudniony na Akademii Wychowania Fizycznego Józefa Piłsudskiego w Warszawie gdzie był profesorem. Pełnił funkcję kierownika Katedry Fizjologii i Medycyny Sportowej. W latach 2017–2018 pracował w Olsztyńskiej Szkole Wyższej im. Józefa Rusieckiego (obecnie: Europejska Akademia Medycznych i Społecznych Nauk Stosowanych). W latach 2004–2017 pełnił funkcję Naczelnego Lekarza Lotnictwa Cywilnego w Urzędzie Lotnictwa Cywilnego.  Członek Polskiego Towarzystwa Kardiologicznego oraz Polskiego Towarzystwa Medycyny Sportowej. Od 2007 roku pełni funkcję wiceprezesa Polskiego Towarzystwa Medycyny Lotniczej.

## Działalność naukowa i organizacyjna
Autor około 120 publikacji naukowych, w tym monografii Prozdrowotne efekty aktywności fizycznej rekreacyjnej i sportowej.
Wybrane publikacje:
- Effects of short-term plyometric training on physical performance in male handball players (współautorstwo; Journal of Human Kinetics, 2018)[6].
- Aktywność fizyczna osób starszych (w: Prozdrowotne efekty aktywności fizycznej, rekreacyjnej i sportowej: wybrane zagadnienia, 2016)[6].
- Biomedyczne podstawy aktywności fizycznej [6].
- Czynniki ryzyka chorób układu krążenia u osób aktywnych i nieaktywnych fizycznie[6].
- Efekty hemodynamiczne aktywności fizycznej [6].
- Efekty zdrowotne aktywności rekreacyjnej i sportowej osób niepełnosprawnych [6].
- Medycyna lotnicza – wpływ przyspieszeń na układ sercowo-naczyniowy (w: Kardiologia sportowa w praktyce klinicznej, 2016)[6].

## Zainteresowania naukowe
Jego główne zainteresowania naukowe obejmują profilaktykę chorób cywilizacyjnych, zwłaszcza chorób układu krążenia, oraz badania nad prozdrowotnymi efektami aktywności fizycznej.